# フランツ・フォン・ディンゲルシュテット

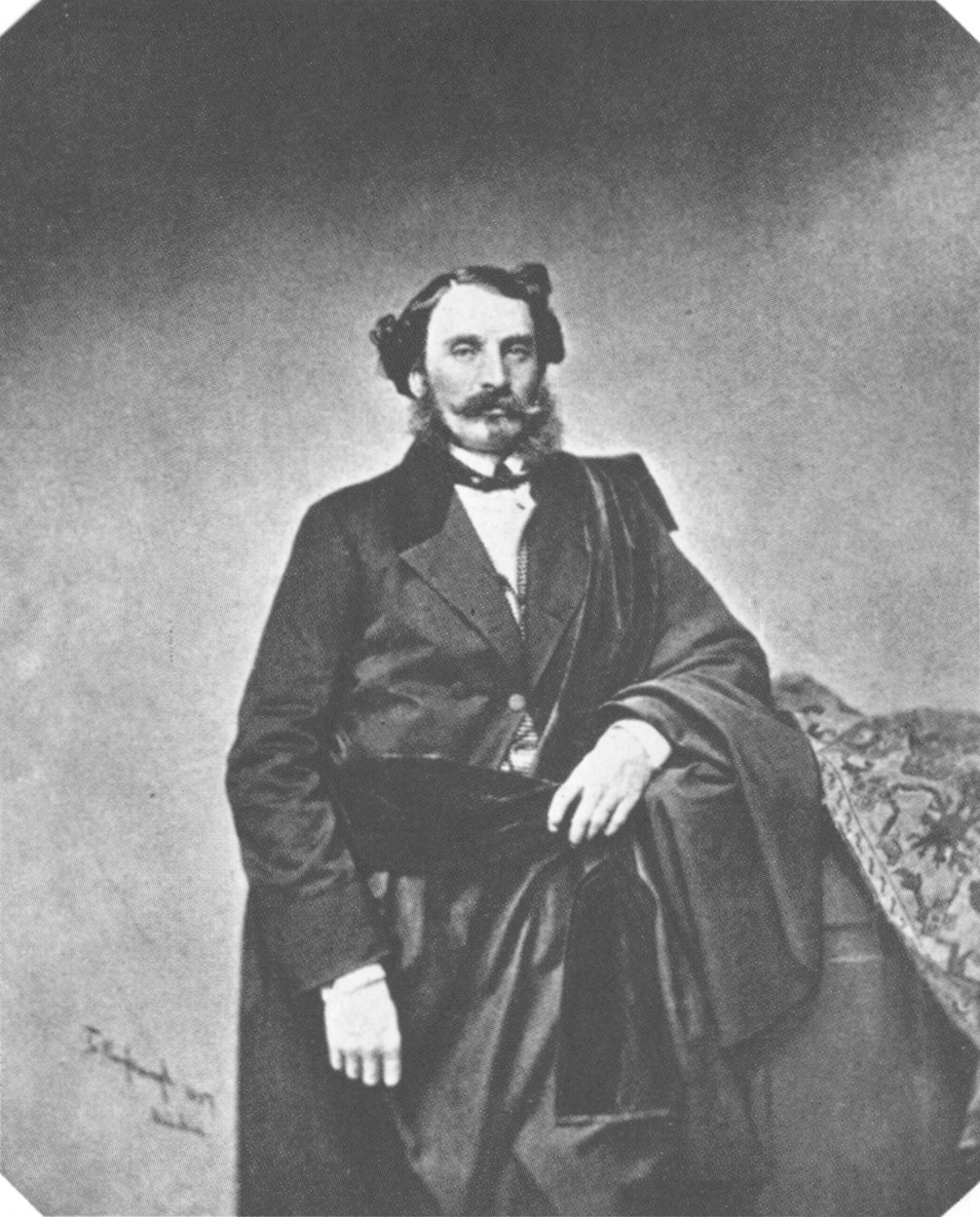
フランツ・フォン･ディンゲルシュテット

フランツ・フォン・ディンゲルシュテット（Franz von Dingelstedt, 1814年6月30日 - 1881年3月15日）は、ドイツのカッセルに生まれた詩人、劇作家、劇場支配人。

## 略歴
マールブルク大学に学ぶ。バイエルン国王マクシミリアン2世の「お召し作家」として頭角をあらわし、詩人、劇作家として成功したのち、フランツ・リストの周旋によりワイマール歌劇場の劇場監督（支配人）を経て、ウィーン宮廷歌劇場初代劇場総監督。ドラマトゥルクの最初期の重要人物である。妻はソプラノ歌手ジェニー・ラッツァー。後年、オーストリア王室より男爵に叙された。